# Vantanea tuberculata
Vantanea tuberculata är en tvåhjärtbladig växtart som beskrevs av Adolpho Ducke. Vantanea tuberculata ingår i släktet Vantanea och familjen Humiriaceae. Inga underarter finns listade i Catalogue of Life.